# 大托伊費爾斯湖

54°03′12″N 12°25′09″E / 54.05321°N 12.41911°E
大托伊費爾斯湖（德語：Großer Teufelssee），是德國的湖泊，位於該國東北部，由梅克倫堡-前波美拉尼亞州負責管轄，處於羅斯托克縣，長0.7公里、寬0.3公里，面積0.2平方公里，海拔高度37米。